# Dziewica z Dzieciątkiem i dwoma aniołami
Dziewica z Dzieciątkiem i dwoma aniołami (również Madonna z lilią) – obraz powstały ok. 1475–1478 roku autorstwa Andrei del Verrocchia, przy asyście Lorenza di Credi. Został namalowany prawdopodobnie na desce topolowej, wykonany techniką tempery. Ma wymiary 96,5 na 70,5 cm. Od 1857 roku znajduje się w zbiorach National Gallery w Londynie.

## Opis obrazu
Dziewica i Dzieciątko znajdują się w centrum obrazu. Po ich obu stronach znajdują się aniołowie. Anioł po lewej stronie obrazu trzyma lilię, symbol czystości Dziewicy. Światło na postacie pada od prawej strony. Obraz mógł być zamówiony przez bogatego zleceniodawcę, który chciał powiesić obraz w określonym miejscu, w którym naturalne światło padało do pomieszczenia z prawej strony.
Anioł znajdujący się po lewej stronie obrazu ma charakterystycznie wygięty mały palec, który można zobaczyć również na obrazie Tobiasz i Anioł Verrochia, przy którym przypuszczalnie pracował Leonardo. Ręka anioła jest krucha i elegancka, porównuje się ją do dłoni na rzeźbie Popiersie damy z bukietem Verrocchia. Widoczne na niej są ścięgna i żyły. Z kolei dłoń anioła po prawej stronie jest bardziej zaokrąglona.

## Autorstwo obrazu
Autorstwo obrazu pozostaje kwestią sporną. National Gallery informuje, że obraz namalował Andrea del Verrocchio przy asyście Lorenza di Credi w latach 1476–1478. Na podstawie zleconej przez National Gallery w 2008 roku analizy technicznej stwierdzono, że Verrocchio pozwolił swojemu uczniowi namalować Dzieciątko, anioła po prawej stronie obrazu i zasłony.
Według krytyka sztuki i kierownika Museo Ideale di Leonardo Da Vinci Alessandra Vezzosiego obraz mógł namalować Leonardo da Vinci ok. 1475 roku. Jego zdaniem sposób namalowania krajobrazu w tle, postać anioła po lewej stronie oraz lilia są charakterystyczne dla stylu Leonarda.
W 1857 roku dzieło zostało sprzedane do National Gallery w Londynie. Wówczas uważano, że autorem dzieła jest Piero della Francesca. W katalogu muzealnym z 1859 roku widnieje informacja, że obraz namalował Domenico Ghirlandaio. W 1864 roku zasugerowano, że obraz namalował Lorenzo di Credi. Wśród autorów wymieniani byli także: Francesco di Stefano, Antonio Pollaiuolo, Filippino Lippi, Pietro Perugino.

## Podobne obrazy
Istnieje jeszcze drugi obraz przedstawiający Dziewicę z Dzieciątkiem i dwoma aniołami autorstwa Andrei del Verrocchia, namalowany około 1467–1469 roku.